# Jakub Szymański
Jakub Szymański (né le 22 juillet 2002) est un athlète polonais, spécialiste du 110 mètres haies.

## Biographie
Il remporte la médaille d'argent du 60 mètres haies lors des Championnats d'Europe en salle 2023 à Istanbul, devancé par le Suisse Jason Joseph.
En 2024 il devient champion de Pologne en égalant le record national de Damian Czykier.

## Palmarès

### International
| Date | Compétition                    | Lieu      | Résultat | Épreuve     | Temps   |
| ---- | ------------------------------ | --------- | -------- | ----------- | ------- |
| 2021 | Championnats d'Europe juniors  | Tallinn   | 4e       | 110 m haies | 13 s 43 |
| 2021 | Championnats du monde juniors  | Nairobi   | 3e       | 110 m haies | 13 s 43 |
| 2023 | Championnats d'Europe en salle | Istanbul  | 2e       | 60 m haies  | 7 s 56  |
| 2024 | Championnats du monde en salle | Glasgow   | 5e       | 60 m haies  | 7 s 53  |
| 2025 | Championnats d'Europe en salle | Apeldoorn | 1re      | 60 m haies  | 7 s 43  |

### National
- Championnats de Pologne d'athlétisme en salle :
  - 60 m haies : vainqueur en 2022 et 2023

## Records
| Épreuve          | Temps        | Lieu      | Date           |
| ---------------- | ------------ | --------- | -------------- |
| 60 mètres haies  | 7 s 39 (NR)  | Łódź      | 8 février 2025 |
| 110 mètres haies | 13 s 25 (NR) | Bydgoszcz | 28 juin 2024   |